# Caproni
A Caproni egy olasz repülőgépgyártó cég volt, amelyet 1908-ban alapított Giovanni Battista Caproni. A cég neve előbb Società de Agostini e Caproni volt, ami később Società Caproni e Comitti-re változott. Caproni építette az első olasz repülőgépet. Üzeme Milánó elővárosában, Taliedóban volt, a később létesült Linatei repülőtér közelében. 
Az első világháború során a Caproni elsősorban nehézbombázókat gyártott, amelyet széles körben használt az olasz, francia, brit és amerikai légierő. Az 1920-as és 1930-as években több kisebb gyártót felvásárolt és nagy szindikátussá alakult át, amely a Società Italiana Caproni, Milano nevet vette fel. Nagyobb leányvállalatai a Caproni Bergamasca, Caproni Vizzola, Reggiane és a luxusautókat és repülőgépmotorokat készítő Isotta-Fraschini voltak.
A két háború között elsősorban közepes- és könnyűbombázókat és szállítógépeket gyártott. A Società Italiana Caproni 1950-ben megszűnt, bár egyik részlege, a Caproni Vizzola egészen 1983-ig túlélt; ekkor az Agusta helikoptergyártó felvásárolta.

## A Caproni által gyártott repülőgépek

### Az első világháború előtt
- Caproni Ca.1 (1910) – kísérleti kétfedelű

### Első világháború

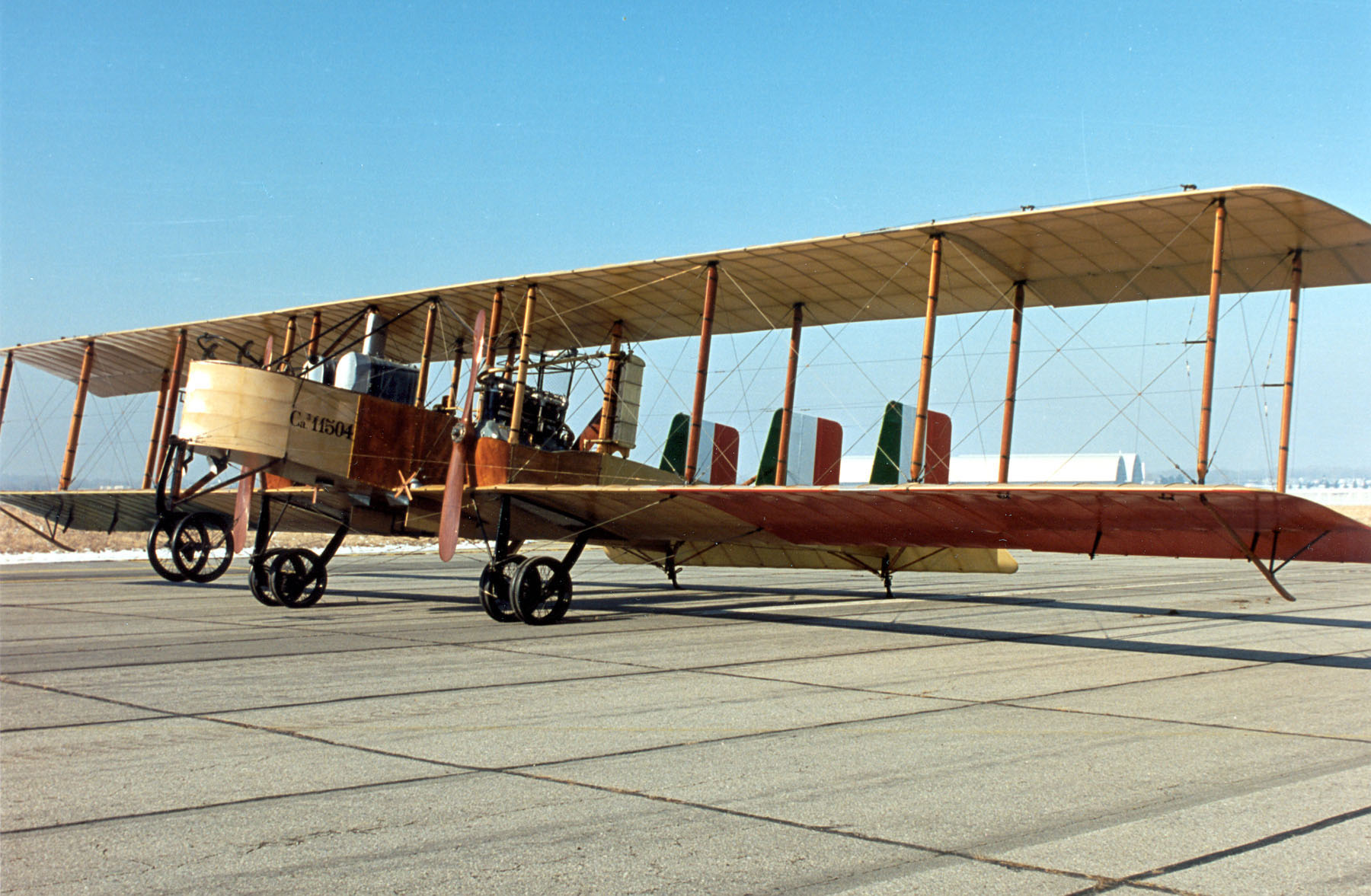
Caproni Ca.3 nehézbombázó

- Caproni Ca.1 (1914)  – nehézbombázó
- Caproni Ca.2 – nehézbombázó
- Caproni Ca.3 – nehézbombázó
- Caproni Ca.4 – nehézbombázó
- Caproni Ca.5 – nehézbombázó
- Caproni Ca.18 – felderítő
- Caproni Ca.20 – egyfedelű vadász
- Caproni Ca.31 – módosított Ca.1
- Caproni Ca.32 – az olasz hadsereg számára módosított Ca.1

### Két háború között
- Caproni Ca.30 – módosított Ca.1
- Caproni Ca.33 – módosított Ca.3
- Caproni Ca.34 – módosított Ca.3
- Caproni Ca.35 – módosított Ca.3
- Caproni Ca.36 – módosított Ca.3

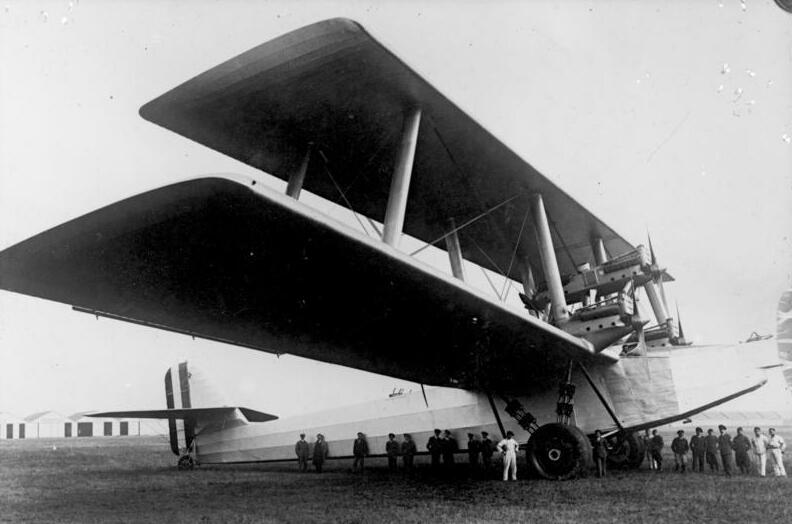
Caproni C.90, 1929-es elkészültekor a világ legnagyobb repülőgépe

- Caproni Ca.37 – földi célpontok támadására módosított Ca.3
- Caproni Ca.39 – a Ca.3 hidroplán verziója
- Caproni Ca.40 – módosított Ca.4 prototípus
- Caproni Ca.41 – módosított Ca.4
- Caproni Ca.42 – módosított Ca.4
- Caproni Ca.43 – a Ca.4 hidroplán verziója
- Caproni Ca.44 – módosított Ca.5
- Caproni Ca.45 – módosított Ca.5 Franciaországnak
- Caproni Ca.46 – módosított Ca.5
- Caproni Ca.47 – a Ca.5 hidroplán verziója
- Caproni Ca.48 – a Ca.4 utasszállító verziója
- Caproni Ca.49 – utasszállító hidroplán (terv maradt)
- Caproni Ca.50 – a Ca.44 betegszállító verziója
- Caproni Ca.51 – módosított Ca.4
- Caproni Ca.52 – módosított Ca.4 Nagy-Britanniának
- Caproni Ca.56 – a Ca.1 utasszállító verziója
- Caproni Ca.57 – a Ca.44 utasszállító verziója
- Caproni Ca.58 – módosított Ca.4
- Caproni Ca.59 – módosított Ca.58
- Caproni Ca.60 Noviplano – utasszállító repülőcsónak prototípus
- Caproni Ca.70 – éjszakai vadász prototípus
- Caproni Ca.71 – módosított Ca.70
- Caproni Ca.73 – utasszállító és könnyűbombázó
- Caproni Ca.74 – a Ca.73 más motorral ellátott verziója
- Caproni Ca.80 – módosított Ca.74
- Caproni Ca.82 – módosított Ca.73
- Caproni Ca.88 – módosított Ca.73
- Caproni Ca.89 – módosított Ca.73
- Caproni Ca.90 – nehézbombázó
- Caproni Ca.95 - nehézbombázó
- Caproni Ca.97 – kereskedelmi repülőgép
- Caproni Ca.100 – gyakorló
- Caproni Ca.101 – utas- és áruszállító, bombázó
- Caproni Ca.102 – Ca.101 más motorral
- Caproni Ca.111 – felderítő, könnyűbombázó
- Caproni Ca.113 – gyakorló
- Caproni Ca.114 – kétfedelű vadász
- Caproni Ca.122 – bombázó prototípus
- Caproni Ca.123 – a Ca.122 utasszállító változata
- Caproni Ca.124 – felderítő és bombázó hidroplán
- Caproni Ca.125 – kétfedelű sportrepülő
- Caproni Ca.132 – bombázó és utasszállító prototípus
- Caproni Ca.134 – kétfedelű felderítő
- Caproni Ca.161 – nagy magasságra tervezett kísérleti repülőgép
- Caproni Ca.165 – vadász prototípus
- Caproni Ca.301 – vadász prototípus
- Caproni A.P.1 – a Ca.301 csatarepülő változata
- Caproni Ca.305 – az A.P.1 tömegtermelésbe került első változata
- Caproni Ca.306 – utasszállító prototípus
- Caproni Ca.307 – az A.P.1 második változata
- Caproni Ca.308 – az A.P.1 El Salvador és Paraguay számára gyártott változata
- Caproni Ca.308 Borea – utasszállító
- Caproni Ca.350 – vadászbombázó-felderítő
- Caproni-Reggiane Ca.400 – a Piaggo P.32 közepes bombázó Caproni által gyártott változata
- Caproni Ca.405 – a Piaggo P.32 közepes bombázó Caproni által gyártott változata
- Caproni CH.1 – vadász prototípus
- Caproni PS.1 – sportrepülő
- Caproni Bergamaschi PL.3 – hosszútávú versenygép
- Caproni-Pensuti triplane – háromfedelű sportrepülő
- Caproni Sauro-1 – kétüléses sportrepülő
- Caproni Vizzola F.5 – vadász
- Stipa-Caproni – kísérleti csőtörzsű repülő

### Második világháború

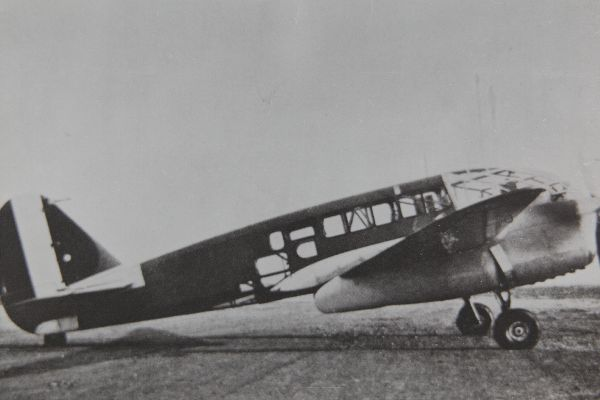
Caproni Ca.313

- Caproni Ca.133 – bombázó és szállító
- Caproni Ca.135 – közepes bombázó
- Caproni Ca.148 – a Ca.133 polgári és katonai szállítóverziója
- Caproni Ca.164 – felderítő-gyakorló
- Caproni Ca.309 Ghibli – felderítő-szállító-csatarepülőgép
- Caproni Ca.310 Libeccio – felderítő, könnyűbombázó
- Caproni Ca.311 – felderítő, könnyűbombázó
- Caproni Ca.312 – a Ca.310 Norvégiának készített változata
- Caproni Ca.313 – felderítő-bombázó-szállító
- Caproni Ca.314 – bombázó-torpedóvető
- Caproni Ca.316 – hidroplán
- Caproni Ca.325 – a Ca.135 közepes bombázó változata, nem készült el
- Caproni Ca.331 – felderítő/könnyűbombázó (Caproni Ca.331 O.A./Ca.331A, 1940) és éjszakai vadász (Caproni Ca.331 C.N./Ca.331B, 1942) prototípusok
- Caproni Ca.335 – felderítő-vadászbombázó Belgium részére
- Caproni Campini N.1 – kísérleti sugármotoros repülő
- Caproni Campini Ca.183bis – nagy magasságú vadászgép (tervezet)
- Caproni Vizzola F.4 – vadász prototípus német motorral
- Caproni Vizzola F.5bis – az F.4 olasz motoros verziója (tervezet)
- Caproni Vizzola F.6 – vadász prototípus (Caproni Vizzola F.6M, 1941; F.6Z 1943)

### A második világháború után
- Caproni Trento F-5 – sugárhajtású gyakorló repülőgép
- Caproni Vizzola Calif – vitorlázórepülőgép-család (A-10, A-12, A-14, A-15, A-20, A-21)
- Caproni Vizzola Ventura – sugárhajtású gyakorló repülőgép

## Fordítás
Ez a szócikk részben vagy egészben  a   Caproni című angol Wikipédia-szócikk ezen változatának fordításán alapul.  Az eredeti cikk szerkesztőit annak laptörténete sorolja fel. Ez a jelzés csupán a megfogalmazás eredetét és a szerzői jogokat jelzi, nem szolgál a cikkben szereplő információk forrásmegjelöléseként.